# وید بلتس
وید بلتس (اسلوونیایی: Vid Belec؛ زادهٔ ۶ ژوئن ۱۹۹۰) بازیکن فوتبال اهل اسلوونی است.
از باشگاه‌هایی که در آن بازی کرده‌است می‌توان به باشگاه فوتبال سمپدوریا، باشگاه فوتبال قونیه‌اسپور، باشگاه ورزشی اولیاننسه، باشگاه فوتبال کروتونه، باشگاه فوتبال اینتر میلان، و باشگاه فوتبال کارپی اشاره کرد.
وی همچنین در تیم‌های ملی فوتبال زیر ۱۹ سال اسلوونی و اسلوونی بازی کرده‌است.